# SIPE (Handgranate)
Die SIPE, auch S.I.P.E. geschrieben, war eine Handgranate aus italienischer Produktion. Sie war eine der am weitesten verbreiteten Handgranaten des Königlich-Italienischen Heeres während des Ersten Weltkrieges.

## Geschichte
Die für die Abwehr ausgerichtete Handgranate wurde erst nach dem italienischen Kriegseintritt im Sommer 1915 an die Truppe ausgegeben. Der Name SIPE ist das Akronym der Mailänder Herstellerfirma Società Italiana Prodotti Esplodenti.
Ende September 1915 waren an das Heer bereits um die 99.000 Stück ausgeliefert worden. Aus einem Heeresbericht vom 20. Dezember 1915 geht hervor, dass allein die am Karst-Plateau stehende 3. Armee über einen Bestand von über 55.000 SIPE verfügte.
Die SIPE war aufgrund der einfachen Verwendungsweise bis zum Ende des Krieges in Verwendung. Sie war die am meisten verbreitete Abwehrhandgranate bei den italienischen Truppen. Fast 3,4 Millionen Stück wurden im Ersten Weltkrieg von diesem Handgranatenmodell an das italienische Heer ausgeliefert.

## Beschreibung
Die eiförmige Hülle der SIPE ist aus Gusseisen gefertigt, mit sieben horizontalen und acht Längsrillen. Die Rillen sollten die Fragmentierung der Handgranate bei ihrer Explosion in fünfzig vorgezeichnete Splitter erleichtern. An der Oberseite befindet sich eine runde Öffnung mit einem Gewinde, über die die Handgranate mit Sprengstoff gefüllt wurde. Die Ladung bestand aus 70 g feinkörnigem Schwarzpulver.
In das Gewinde wurde der Zünder eingedreht. Letzterer bestand aus einem Bleiverschluss mit einem Reibsatz am oberen Ende und der darunter liegenden Zündschnur. Eine aufgeschraubte Verschlusskappe aus Eisen schützte den Reibsatz. Die Zündschnur war dagegen mit einem Gummischlauch ummantelt, um eine vorzeige Explosion zu vermeiden. Der in Phosphor getränkte Reibsatz wurde nach dem Abschrauben der Sicherheitskapsel an einer extra ausgegebenen Reibfläche entzündet. Nach österreichisch-ungarischen Angaben konnte der Reibsatz der sogenannten italienischen Eierhandgranate auch an der Montur entzündet werden. Etwa sieben bis acht Sekunden nach der Entzündung explodierte die SIPE.
Ausgeliefert wurde das Modell in hölzernen Munitionskisten, mit einem Inhalt von 40 SIPE und fünf Reibflächen. Bevor die Handgranaten in den Munitionskisten verstaut und an das Heer ausgeliefert wurden, wurden sie vom Hersteller in Paraffin getaucht. Das Paraphin sollte das Eindringen von Feuchtigkeit über den Zünder oder über poröse Stellen der Hülle verhindern.
Die Wurfweite der SIPE betrug je nach Werfer zwischen 30 und 40 m. Sie hatte einen Aktionsradius von 40 m, einzelne Splitter konnten aber bis zu 200 m weit fliegen, weshalb die SIPE ausschließlich in der Verteidigung aus einer geschützten Stellung heraus benutzt werden konnte.

## Varianten
Von der SIPE gab es mehrere Varianten, die sich hauptsächlich durch das verwendete Material, die Ladung und den Zünder unterschieden. So sind Modelle mit einem Zünder und einer Verschlusskappe aus Messing bekannt.
Um die Sprengwirkung zu erhöhen wurde die SIPE im Laufe des Krieges anstelle des Schwarzpulvers mit 65 g Siperit gefüllt. Letzteres war eine Sprengstoffmischung, die überwiegend aus Ammoniumnitrat (72,8 %) und Anteilen von Dinitronaphtalin (10,5 %) und TNT (16,7 %) bestand. Die Siperit-Ladung kam ab 1917 an der Front zum Einsatz.
Im gleichen Jahr wurde auch mit einem Modell mit Aufschlagzünder experimentiert. Dieses Modell unterschied sich vom Äußeren nur durch den größeren Zünder, auch als Typ Gallina bezeichnet, und durch die größere Verschlusskappe. Die Ladung – Schwarzpulver oder Siperit –, Wurfweite und Sprengwirkung waren identisch mit denen des Standardmodells.